# Mezgraja
Mezgraja je naseljeno mjesto u sastavu općine Ugljevik, Republika Srpska, BiH.
U blizini se nalazi srednjovjekovna utvrda Jablan grad.

## Stanovništvo
| Mezgraja           |              |
| godina popisa      | 1991.        |
| Srbi               | 709 (99,30%) |
| Muslimani          | 0            |
| Hrvati             | 1 (0,14%)    |
| Jugoslaveni        | 0            |
| ostali i nepoznato | 4 (0,56%)    |
| ukupno             | 714          |